# Нікіта (телесеріал)
«Нікіта́» (англ. Nikita) — американський телесеріал, прем'єра якого відбулася на каналі The CW у 2010-2013 роках. Серіал знятий як ремейк однойменного канадського телесеріалу 1997-2001 рр., створеного на основі французького фільму «Нікіта» (1990) та його американського ремейку «Повернення немає» (1993). Після трьох сезонів, 9 травня 2013 року, незважаючи на низькі рейтинги, канал продовжив серіал на укорочений, фінальний четвертий сезон.

## Сюжет
Колись проблемну дівчинку-підлітка Нікіту врятувало від смерті таємне агентство США, відоме як Підрозділ: спецслужба влаштувала фейкову страту дівчини та переконала її скористатися другим шансом — розпочати нове життя і послужити своїй країні. Проте Нікіту не попередили, що її тренуватимуть як шпигунку і вбивцю. Зрештою Нікіту зрадили і всі її мрії були зруйновані людьми, яким, як вона думала, можна було довіряти. Суперагентка вирішує знищити кривдників, а заодно виправити усі можливі помилки, що вона допустила, довірившись Підрозділу.

## Список епізодів
| Сезон | Сезон | Епізоди | Прем'єрний показ  | Прем'єрний показ |
| Сезон | Сезон | Епізоди | початок           | закінчення       |
| ----- | ----- | ------- | ----------------- | ---------------- |
|       | 1     | 22      | 9 вересня 2010    | 12 травня 2011   |
|       | 2     | 23      | 23 вересня 2011   | 18 травня 2012   |
|       | 3     | 22      | 19 жовтня 2012    | 17 травня 2013   |
|       | 4     | 6       | 22 листопада 2013 | 27 грудня 2013   |

## Історія створення
Серіал є ремейком канадського телесеріалу «Таємний агент Нікіта» (1997-2001), який, у свою чергу, базується на французькому фільмі «Нікіта» (1990), створеному Люком Бессоном. Американська адаптація вийшла під назвою «Повернення немає» (1993).
Версія 2010 року отримала сучасний підхід із додаванням технологій, інтенсивних бойових сцен та нових сюжетних ліній. Незважаючи на початкову популярність, рейтинги серіалу поступово знижувалися. Однак завдяки відданій аудиторії канал The CW вирішив завершити історію фінальним 6-серійним сезоном у 2013 році.

## Цікаві факти
- Меггі К'ю, яка зіграла головну роль, виконувала більшість трюків самостійно.
- Серіал був знятий у Торонто, але події відбуваються в різних країнах світу.
- Творці серіалу поєднали класичні елементи оригінальної історії з новими сюжетними поворотами, щоб зробити його доступним як для нової аудиторії, так і для фанатів попередніх адаптацій.
- Серіал отримав позитивні відгуки за харизматичних персонажів, драматичний сюжет і напружені бойові сцени.

## У ролях
| Актори         | Персонажі                  | Сезони                                                | Сезони                                                | Сезони                                                | Сезони                                                |
| Актори         | Персонажі                  | 1                                                     | 2                                                     | 3                                                     | 4                                                     |
| -------------- | -------------------------- | ----------------------------------------------------- | ----------------------------------------------------- | ----------------------------------------------------- | ----------------------------------------------------- |
| Меггі К'ю      | Нікіта Мірс                | головна роль                                          | головна роль                                          | головна роль                                          | головна роль                                          |
| Шейн Вест      | Майкл Бішоп                | головна роль                                          | головна роль                                          | головна роль                                          | головна роль                                          |
| Ліндсі Фонсека | Алекс / Александра Удінова | головна роль                                          | головна роль                                          | головна роль                                          | головна роль                                          |
| Аарон Стенфорд | Сеймур Биркофф             | головна роль                                          | головна роль                                          | головна роль                                          | головна роль                                          |
| Мелінда Кларк  | Аманда / Гелен Коллінс     | головна роль (крім перших трьох епізодів 3-го сезону) | головна роль (крім перших трьох епізодів 3-го сезону) | головна роль (крім перших трьох епізодів 3-го сезону) | головна роль (крім перших трьох епізодів 3-го сезону) |
| Ксандер Берклі | Персі / Персіваль Роуз     | головна роль                                          | головна роль                                          |                                                       |                                                       |
| Ештон Голмс    | Том                        | головна роль (крім пілотного епізоду)                 |                                                       |                                                       |                                                       |
| Тіффані Гайнс  | Джейден                    | головна роль (крім пілотного епізоду)                 |                                                       |                                                       |                                                       |
| Діллон Кейсі   | Шон Пірс                   |                                                       | головна роль (крім перших семи епізодів 2-го сезону)  | головна роль (крім перших семи епізодів 2-го сезону)  |                                                       |
| Ной Бін        | Раян Флетчер               | другорядна роль                                       | другорядна роль                                       | головна роль                                          | головна роль                                          |
| Девон Сава     | Оуен Елліот                | другорядна роль                                       | другорядна роль                                       | головна роль (крім перших трьох епізодів 3-го сезону) | головна роль (крім перших трьох епізодів 3-го сезону) |
| Лінді Грінвуд  | Соня                       |                                                       | другорядна роль                                       | другорядна роль                                       | другорядна роль                                       |